# 김훈기 (야구인)
김훈기(1962년 7월 25일 ~ 2009년)는 대한민국의 전직 야구 선수이다. 현역 시절 포지션은 투수이자, 전성기는 1988년이었다.

## 선수 생활
김훈기는 1986시즌을 앞두고 삼성 라이온즈에 1차 지명 된 후 삼성에 입단하면서 커리어를 시작했다.

### 삼성 라이온즈시절
1988년 10승(7선발승) 달성으로 80년대 삼성을 대표하는 삼각 잠수함 투수의 일원이 됐지만 1988년 시즌 막판 허리 부상을 당하여  플레이오프에 출전하지 못했고 그 이후  이후 부진으로 1989 시즌 이후 은퇴하였고,
한편 삼성은 김훈기의 허리 부상 뿐만 아니라 방위병 신분, 팀의 주전 2루수 김성래가 시즌 막판 무릎 부상을 당해 플레이오프에 출전하지 못했으며 3패로 탈락했다.
이후 1989년 개막전 선발투수로 이름을 날리기도 했으나  시즌 막판 부상 탓인지  준플레이오프에 출전하지 못했으며 이 때문에 삼성은 2차전(대구)에서 승리했을 뿐  1차전과 3차전(모두 인천 원정)을 내줘 2년 연속 한국시리즈 진출에 실패했다.

## 은퇴 이후
1989 시즌 이후 부진으로 방출,
이후 초등학교 감독으로 활동하다가 ,2009년 두경부암으로 사망했다.

## 통산 기록
| 연도 | 팀명  | 평균자책점 | 경기 | 완투   | 완봉    | 승       | 패 | 세       | 홀 | 승률  | 타자 | 이닝  | 피안타 | 피홈런 | 볼넷 | 사구 | 탈삼진 | 실점 | 자책점 |
| ---- | ----- | ---------- | ---- | ------ | ------- | -------- | -- | -------- | -- | ----- | ---- | ----- | ------ | ------ | ---- | ---- | ------ | ---- | ------ |
| 1986 | 삼성  | 3.38       | 3    | 0      | 0       | 0        | 1  | 0        | -  | 0.000 | 35   | 8     | 9      | 0      | 3    | 0    | 1      | 4    | 3      |
| 1987 | 삼성  | 4.02       | 24   | 2      | 0       | 3        | 5  | 3 (8위)  | -  | 0.375 | 365  | 80.2  | 82     | 5      | 41   | 7    | 22     | 42   | 36     |
| 1988 | 삼성  | 2.75 (5위) | 27   | 6(7위) | 3 (2위) | 10 (9위) | 5  | 3 (10위) | -  | 0.667 | 472  | 118   | 102    | 8      | 23   | 3    | 50     | 44   | 36     |
| 1989 | 삼성  | 4.14       | 10   | 2      | 0       | 6        | 1  | 0        | -  | 0.857 | 221  | 50    | 48     | 3      | 23   | 4    | 14     | 24   | 23     |
| 통산 | 4시즌 | 3.44       | 64   | 10     | 3       | 19       | 12 | 6        | 0  | 0.613 | 1093 | 256.2 | 241    | 16     | 90   | 14   | 87     | 114  | 98     |

- 굵은 글씨는 리그 10위권 이내 기록.

## 여담
- 컴투스 프로야구에서 이름이 개명됐는데, 가명이 김고기이다.
- 마구마구2021 모바일 버전에서도 가명 처리가 됐는데, 카드 등급이 레어이고, 가명은 김수국이다.